# OMA DRM
OMA DRM è sistema di gestione dei diritti digitali (DRM) ideato dalla Open Mobile Alliance, i quali membri rappresentano l'intera catena di valore, che includono produttori di telefoni cellulari (Nokia, Lg, Motorola, Samsung, BenQ-Siemens), produttori di sistemi portatili (Ericcson, Siemens, Openwave, operatori telefonici (Vodafone, O2, Cingular, Deutsche Telekom, Orange) e società IT (Microsoft, IBM, Sun).
Per assicurare l'interoperabilità attraverso tutte le implementazioni, OMA fornisce in aggiunta alle specifiche anche strumenti di verifica per l'OMA DRM. Il gruppo OMA DRM è gestito da Bert Greevenbosch (Fraunhofer IIS) e Byung-Rae Lee (Samsung Electronics).
Lo schema è implementato sui più recenti telefoni cellulari ed è pensato per essere usato dai fornitori di contenuti per aggiungere il DRM ai loro prodotti.

## OMA DRM 1.0
OMA DRM 1.0 è uscito nel novembre 2002 ed è stato approvato nel giugno 2004; è uno standard DRM senza una forte protezione.
Le specifiche prevedevano 3 metodi principale: Forward Lock, Combined Delivery e Separate Delivery.

## OMA DRM 2.0
L'ultima versione di OMA DRM è la 2.0: definita nel luglio 2004, è stata approvata nel marzo 2006. Ha un meccanismo di estensione separato dal meccanismo di spedizione.
Ogni dispositivo partecipante all'OMA DRM 2.0 ha un certificato individuale DRM PKI, con una chiave pubblica e la corrispondente chiave privata.
Ogni "Oggetto dei Diritti" (in sigla RO, dall'inglese Rights Object) viene individualmente protetto per un unico dispositivo di ricezione crittografandolo con la chiave pubblica del dispositivo.
La spedizione degli RO richiede una registrazione con il concessore dei diritti (in sigla RI, dall'inglese Rights Issuer). Durante la registrazione, il certificato del dispositivo è convalidato confrontando una lista nera dei dispositivi grazie alla verifica dell'Online Certificate Status Protocol (in italiano: Protocollo in rete dello stato del certificato).